# Suffrica exotica
Espèce
Suffrica exotica est une espèce d'araignées aranéomorphes de la famille des Zodariidae.

## Distribution
Cette espèce est endémique de Tanzanie.

## Publication originale
- Henrard & Jocqué, 2015 : On the new Afrotropical genus Suffrica with discovery of an abdominal gland and a dual femoral organ (Araneae, Zodariidae). Zootaxa, no 3972, p. 1-25.